# Xestia fusca
Xestia fusca là một loài bướm đêm trong họ Noctuidae.